# 탕크레드 드 오트빌 (1072년)

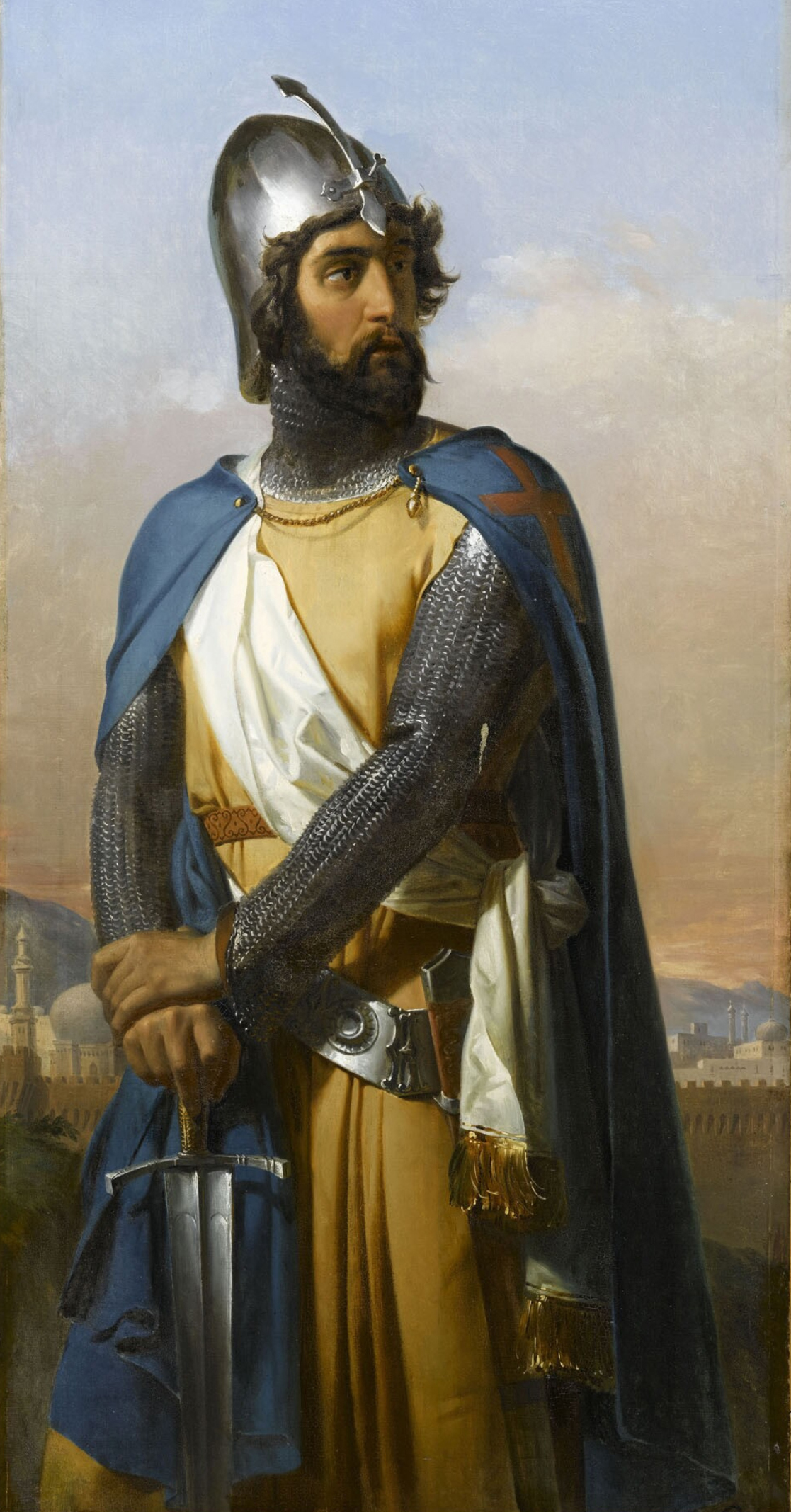
안티오키아의 섭정 탕크레드의 가상 초상화.

탕크레드 드 오트빌(프랑스어: Tancrède de Hauteville: 1072년 12월 5일 혹은 12월 12일 ~ 1112년)는 1차 십자군에 참가한 노르만족 지도자 중 한 명이며, 훗날 갈릴리 후작의 지위를 얻고, 안티오키아 후국의 섭정이 되었다.

## 어린 시절
탕크레드는 가드 후작 오도(Odo the Good Marquis)와 오트빌의 엠마(Emma of Hauteville)사이에서 태어났다. 탕크레드의 외조부모는 로베르토 기스카르와 기스카르의 첫 번째 아내 브오나르베르고의 알베라다(Alberada of Buonalbergo)였다. 또한 엠마는 십자군 지도자 중 한 명이었던 타란토의 보에몽의 누이동생이었다.

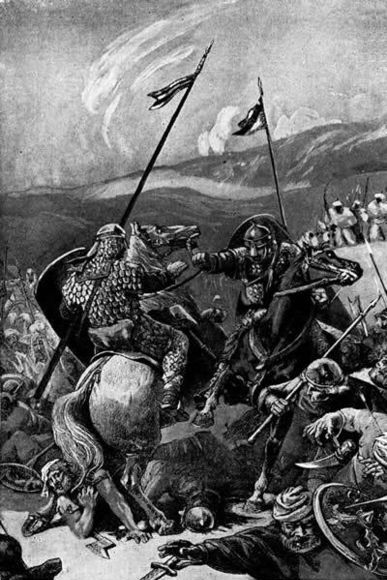
제1차 십자군 원정 전투에서 탕크레드와 보에몽.

### 제1차 십자군
1096년 탕크레드는 그의 외삼촌 보에몽과 함께 제1차 십자군에 들어갔다. 둘은 길을 달리하여 콘스탄티노플로 향했는데, 그곳에서 탕크레드는 동로마 제국의 황제 알렉시우스 1세 콤네누스에게 정복한 땅을 모두 헌납하겠다는 맹세를 하라고 요구받았다. 다른 지도자들은 그 맹세를 지키려 하지 않았지만, 탕크레드는 그들처럼 맹세를 욕되게 하지 않았다.
그는 1097년 니케아 공방전에 참전했으나 셀주크 투르크와의 비밀 협상 후 도시는 알렉시우스의 군대에 의해 점령된다. 이 일로 탕크레드는 동로마 제국에 대해 큰 불신을 품게 된다. 1097년 말 그는 타르수스와 킬리키아의 다른 도시들을 점령했고 1098년 안티오크 공방전을 도왔다.
1099년 예루살렘 공격 중이던 6월 15일 탕크레드는 베아르의 가스통 4세와 함께 예루살렘에 입성한 최초의 십자군이 되겠다고 주장했다. 그러나 예루살렘에 입성한 최초의 십자군은 투르네의 루돌프(Rudolf of Tournai)였고, 그 뒤를 그의 형제인 엥글베르(Englebert)가 이었다. 도시가 점령되자 탕크레드는 솔로몬 신전 지붕으로 도망친 한 무리의 시민들에게 그의 깃발을 주었다. 그것이 그들의 안전을 보장해주었지만, 그들은 끝내 다른 많은 사람들과 함께 예루살렘 약탈로 인해 학살되었다. 게스타 프란코룸(Gesta Francorum; 프랑크의 업적(Deeds of Franks)의 저자는 탕크레드가 이 사실을 알았을 때 그가 "굉장히 분노"(greatly angered)했다고 기록했다.
예루살렘 왕국이 세워지자, 탕크레드는 갈릴리 공이 되었다.

### 안티오크의 섭정
1100년 보에몽이 멜리테네 전투(Battle of Melitene)에서 다니슈멘드(Danishmends)에 포로로 잡히자 탕크레드는 안티오크의 섭정이 되었다. 그는 그 뒤 10년간 알렉시우스가 비록 성공적이진 못했지만 그를 자신의 지배하로 만들기 위해 시도했음에도 불구하고 동로마 제국으로부터 땅을 빼앗아 라틴 공국(Latin principality)까지 영토를 확장했다. 1104년 그는 또한 보두앵 2세가 하란 전투(Battle of Harran) 이후 사로잡히자 에데사 백국의 지배권을 얻는다. 1107년 보두앵이 풀려나자, 보두앵은 에데사 백국의 지배권을 되찾기 위해 탕크레드와 싸워야 했다. 결국엔 탕크레드가 졌고 안티오크로 돌아갔다. 하란 전투 이후, 보에몽은 더 많은 기사들을 구하기 위해 조카에게 다시 안티오크의 섭정을 맡기고 유럽으로 돌아갔다. 1105년, 아르타 전투(Battle of Artah)에서 알레포의 리드완을 이긴 탕크레드는 라틴 공국이 오론테스강(Orontes River) 동쪽의 영토를 조금 회복하도록 허락해 주었다.
우사마 이븐 문키드(Usamah ibn Munqidh;이슬람의 역사 기록가)에 따르면 1108년, 사이자르(Shaizar)와 안티오크 사이의 전투 후, 프랑크족 출신 무슬림 권력자들이 선물을 교환해갔다고 한다. 탕크레드는 사이자르의 지배자 가족들로부터 말을 선물받았는데, 그는 그 말을 배달한 하산이라는 이름의 잘생긴 쿠르드족 청년을 보고 감명받았다. 그 때 탕크레드는 그에게 만약 자신이 그를 붙잡게 되더라도 자유롭게 풀어줄 것이라고 말했다. 그러나 불행히도 탕크레드의 잔인한 성격 때문인지 바로 1년 뒤, 그 사나이가 탕크레드에게 잡히자, 탕크레드는 그를 감옥에 넣고 고문하였고, 심지어 그의 오른쪽 눈을 뽑아내기까지 했다고 한다.
1108년, 탕크레드는 보에몽이 알렉시우스에게 충성 서약을 맹세한 데볼 조약(Treaty of Devol)을 따르는 것을 거절했고 그 후 수십 년 동안 안티오크는 동로마 제국으로부터 독립해 있었다. 그리고 1110년 훗날 트리폴리 백국의 중요한 성이 되는 크락 데 슈발리에를 차지했다.
탕크레드는 1112년 장티푸스로 사망할 때까지 보에몽 2세의 섭정으로 남아 있었다. 그는 프랑스의 세실과 결혼했지만 아이를 낳지 못하고 죽었다.
캉의 랄프(Ralph of Caen)가 라틴 어로 쓴 탕크레드의 전기 게스타 탕크레드(Gesta Tancredi)는 보에몽과 탕크레드 휘하에서 근무하면서 제1차 십자군에 참가한 노르만인의 이야기이다. 2005년 버나드 S. (Bernard S. Bachrach)와 데이비드 S. (David S. Bachrach)가 영어로 번역해 출판하였다.

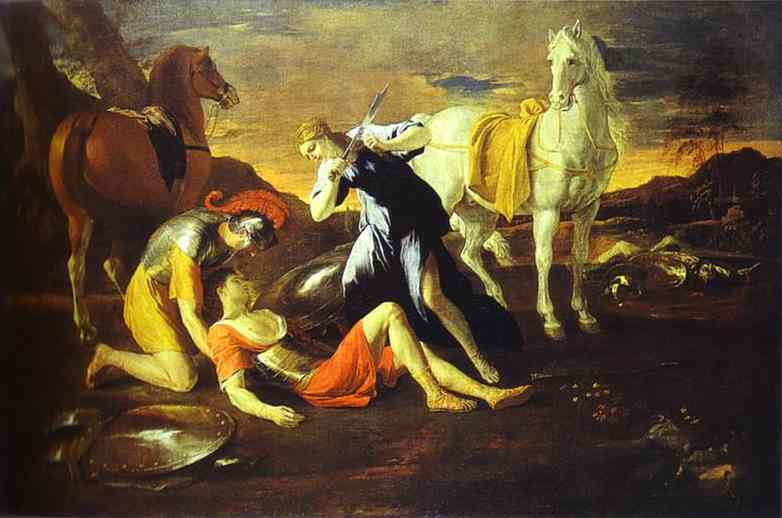
니콜라 푸생의 탕크레드와 에르미니아 (에르미타시 미술관).

## 소설에서 탕크레드
토르콰토 타소(Torquato Tasso's)의 16세기 서사시 《해방된 예루살렘(Jerusalem Delivered)》에서 등장인물로 탕크레드가 출현한다. 여기서 그는 이교도 처녀전사 클로린다(Clorinda)에게 애정어린 관심을 표현하는 서사시의 영웅으로 묘사되었다. 안티오키아의 에르미니아(Erminia) 공주는 그를 사랑하나 그녀의 사랑은 그의 보답을 받지 못한다.
클라우디오 몬테베르디가 타소의 시 일부를 배경으로 쓴 1624년 희곡 작품 Il combattimento di Tancredi e Clorinda에서 탕크레드는 남자의 비극(The Tragedy of Man) Imre Madách's 등장씬에서 한번 출현한다. 또한 톰 하퍼(Tom Harper's)의 "천국의 공방전"(Siege of Heaven)에서 등장인물로 등장한다. 그는 여기서 난폭한 사이코패스로 묘사되었다. 일반적으로 생각하는 로시니의 오페라 "탕크레드"(Tancredi)는 실제 갈릴리 공 탕크레드가 아니다. 오페라 스토리의 배경은 1005년 인데, 탕크레드는 1072년에 태어났다.

## 참조
- Robert Lawrence Nicholson, Tancred: A Study of His Career and Work. AMS Press, 1978.
- Peters, Edward, ed., The First Crusade: The Chronicle of Fulcher of Chartres and Other Source Materials, (Philadelphia: University of Pennsylvania Press, 1998)
- Hunn, Stuart - The Life and Times of Tancred (Penguin Publishing 1985)
- Smail, R. C. Crusading Warfare 1097-1193. New York: Barnes & Noble Books, (1956) 1995. ISBN 1-56619-769-4